# Generalni sekretar Organizacije afriške enotnosti
Generalni sekretar Afriške enotnosti je bil vodja sekretariata Organizacije afriške enotnosti.

## Seznam
| Št. | Portret | Predsednik        | Začetek mandata    | Konec mandata      | Država             | Regija         |
| --- | ------- | ----------------- | ------------------ | ------------------ | ------------------ | -------------- |
| 1   |         | Kifle Wodajo      | 25. maj 1963       | 21. julij 1964     | Etiopija           | Vzhodna Afrika |
| 2   |         | Diallo Telli      | 21. julij 1964     | 15. junij 1972     | Gvineja            | Zahodna Afrika |
| 3   |         | Nzo Ekangaki      | 15. junij 1972     | 16. junij 1974     | Kamerun            | Srednja Afrika |
| 4   |         | William Eteki     | 16. junij 1974     | 21. julij 1978     | Kamerun            | Srednja Afrika |
| 5   |         | Edem Kodjo        | 21. julij 1978     | 12. junij 1983     | Togo               | Zahodna Afrika |
| 6   |         | Peter Onu         | 12. junij 1983     | 20. julij 1985     | Nigerija           | Zahodna Afrika |
| 7   |         | Ide Oumarou       | 20. julij 1985     | 19. september 1989 | Niger              | Zahodna Afrika |
| 8   |         | Salim Ahmed Salim | 19. september 1989 | 17. september 2001 | Tanzanija          | Vzhodna Afrika |
| 9   |         | Amara Essy        | 17. september 2001 | 19. julij 2002     | Slonokoščena obala | Zahodna Afrika |